# Anisadenia
Anisadenia là một chi thực vật có hoa trong họ Linaceae.

## Loài
Chi Anisadenia gồm các loài: